# Fikret Yılmaz
Fikret Yılmaz (* 1. August 1957 in Adana) ist ein ehemaliger türkischer Fußballtorhüter und -trainer. Er ist der Vater des türkischen Nationalspielers Burak Yılmaz.

## Spielerkarriere
Yılmaz' Fußballspielerkarriere ist nur teilweise bekannt. So spielte er in den 1980er und 1990er u. a. für Adanaspor, Antalyaspor und MKE Ankaragücü.

## Trainerkarriere
Yılmaz begann wenige Jahre nach dem Ende seiner Karriere bei Antalyaspor als Nachwuchstrainer zu arbeiten und übernahm hier unterschiedliche Jugendmannschaften bzw. Aufgaben. Zur Saison 2000/01 arbeitete er im gleichen Verein als Torwarttrainer der Profimannschaft. Zum Saisonende verließ er Antalyaspor begann fortan als Torwarttrainer den Cheftrainer Ziya Doğan bei dessen Trainerstationen Malatyaspor und Trabzonspor zu begleiten.
Ab dem November 2009 begann er bei MKE Ankaragücü als Torwarttrainer zu arbeiten. Nachdem wenige Tage später der Cheftrainer Hikmet Karaman entlassen worden war, übernahm Yılmaz interimsweise für fünf Spieltage die Mannschaft und übergab das Amt dann an dem neuen Cheftrainer Roger Lemerre.
Zur Saison 2011/12 übernahm er den Zweitligisten Kayseri Erciyesspor als Cheftrainer. Hier formte er mit vielen Spielern aus der Zweiten Mannschaft des Vereins und erfahrenen Spielern eine Mannschaft und spielte bis zur Winterpause um die Tabellenführung. Nachdem kurzzeitig die Tabellenführung übernommen werden konnte, beendete man die Hinrunde auf dem 5. Tabellenplatz. Am 26. Dezember 2011 wurde sein Rücktritt bekannt.
Im Sommer 2014 wurde er beim Zweitligisten Orduspor als neuer Cheftrainer vorgestellt. Yılmaz trat nach dem 4. Spieltag als Trainer von Orduspor zurück. In den vier Spielen erzielte er mit seiner Mannschaft, ein Sieg und drei Niederlagen.
Im November 2015 übernahm er den Zweitligisten Balıkesirspor. Hier gelang es Yılmaz den Abwärtstrend der Mannschaft zu stoppen und sie wieder an der Tabellenspitze mitspielen zu lassen. Nachdem nach der Winterpause dieser Trend nicht fortgesetzt werden konnte, wurde Yılmaz von der Vereinsführung entlassen.